# Tears for Fears
Tears for Fears es un dúo británico de pop rock fundado por Curt Smith y Roland Orzabal en 1981. La banda tomó su nombre de un capítulo del libro de psicoterapia "Prisoners of Pain" ("Prisioneros del dolor") del psicólogo estadounidense Arthur Janov. Su estilo pop rock, combinación de new wave y soul, se refleja en cada una de sus producciones musicales. Sus principales influencias musicales han sido The Beatles, Human League y Duran Duran, aunque también han llegado a sonar con similitud con Supertramp y Spandau Ballet. Canciones como Everybody Wants to Rule the World, "Shout" y "Sowing the Seeds of Love" convirtieron a Tears for Fears en uno de los grupos más importantes de los años 80, y en uno de los grupos más reconocidos a nivel mundial.
Su álbum debut, "The Hurting", lanzado en 1983, alcanzó el número uno en el UK Albums Chart, mientras que su segundo álbum, Songs from the Big Chair, lanzado en 1985, alcanzó el número uno en el Billboard 200 de los Estados Unidos, logrando el estatus de multi-platino en tanto el Reino Unido como los EE. UU. Su segundo álbum contenía dos sencillos números uno Billboard Hot 100: "Shout" y "Everybody Wants to Rule the World", este último ganó el Brit Award por Mejor sencillo británico en 1986.
Tears for Fears ha sido un grupo con ideas concretas[cita requerida] que han ido plasmando a lo largo de su historia en letras que tienen que ver con la humanidad y sus problemáticas, los trastornos psicosociales entre otros, incluyendo críticas a las tendencias políticas propias de la época. Tendieron al uso de instrumentos electrónicos en un estilo Synth Pop - New Wave en sus primeros dos álbumes, "The Hurting" (1983) y Songs From The Big Chair (1985), y posteriormente fueron evolucionando hasta mezclar estilos como el rythm and blues y jazz, logrando grandes baladas como "Sowing the Seeds of Love", "Woman in Chains" y "Advice for the Young at Heart", todas ellas formando parte del material de "The Seeds of Love" (1989).
En las producciones "Elemental" (1993) y "Raoul and The Kings of Spain" (1995) el grupo incursionó en sonidos más orientados hacia el Rock Progresivo y el Soft Rock, además de que las temáticas de dichos álbumes fueron completamente distintas a la de sus antecesores.
Tears for Fears siempre ha sido uno de los grupos más destacados de la oleada de bandas que surgieron a finales de la década de los 70´s y principios de los 80's así como Duran Duran, Depeche Mode o Spandau Ballet entre otros. Las ventas de sus primeras 3 producciones (1983-1989) han superado las 20 millones de copias alrededor del mundo y fueron considerados el mejor grupo musical de 1985 gracias a temas como "Everybody Wants to Rule the World" y "Shout", ganándose un puesto entre las bandas más destacadas de la música de los 80s y 90s. Precisamente es el disco "Songs from the Big Chair" el éxito más grande que tuvieron en su carrera, y que los consagraría a mediados de la década de los 80s [cita requerida].
Smith y Orzabal se separaron en 1991, después del lanzamiento y promoción de su tercer álbum, el platino The Seeds of Love (1989), aunque Orzabal retuvo el nombre de Tears for Fears durante el resto de la década de 1990. El dúo se reconstituyó en 2000 y lanzó un álbum de nuevo material, Everybody Loves a Happy Ending, en 2004. Desde 2013, el dúo estuvo trabajando en su séptimo álbum, The Tipping Point, que fue lanzado el 2022, con gran éxito. Tears for Fears ha vendido más de 30 millones de álbumes en todo el mundo.

## Origen
Orzabal y Smith se conocieron cuando eran adolescentes en Bath, Somerset, Inglaterra. El dúo se convirtió en músicos de sesión para la banda Neon, donde conocieron al futuro batería de Tears For Fears Manny Elias. Neon también presentó a Pete Byrne y Rob Fisher que se convirtieron en Naked Eyes. El debut profesional de Smith y Orzabal llegó con la banda "Graduate", una banda de mod revival/new wave, pero, tras la estela del primer sonido "ska" de "The Specials", "The Selecter", "Madness", "The Akrylykz" o "Bad Manners", no tuvo mayor consideración. En 1980, Graduate lanzó un álbum, Acting My Age, y un sencillo "Elvis Should Play Ska" (refiriéndose a Elvis Costello, no a Presley). El sencillo simplemente se perdió entre los 100 mejores en el Reino Unido, aunque tuvo un buen desempeño en España y en Suiza. El ingeniero de sonido fue Jonathan Gilligan.
En 1981, Orzabal y Smith se habían vuelto más influidos por artistas como Talking Heads, Peter Gabriel y Brian Eno. Desde que descubrieron el uno al otro su afinidad por la música y las propuestas similares en conceptos y proyecciones decidieron formar un grupo llamado History of Headaches en 1981, que pronto cambiaron a Tears for Fears. El nombre de la banda se inspiró en la terapia primaria, desarrollada por el psicólogo estadounidense Arthur Janov, que ganó gran publicidad después de que John Lennon se convirtiera en el paciente de Janov en 1970. Muchas canciones de sus primeros dos álbumes estaban relacionadas con la terapia primaria, incluida la canción 'Ideas as Opiates', que fue un capítulo en el libro de Janov, Prisoners of Pain. En una entrevista de 2004 con VH1 UK Orzabal, y Smith dijeron que cuando finalmente conocieron a Janov a mediados de la década de 1980, se desilusionaron al descubrir que se había vuelto bastante "Hollywood" y querían que la banda le escribiera un musical.
Ya como Tears for Fears, Orzabal y Smith intentaron formar más sólidamente el grupo y trajeron músicos de su alrededor para ayudarlos a completar una formación estable. En esta época conocieron al músico local Ian Stanley, quien les ofreció el uso gratuito de su estudio de 8 pistas. Stanley comenzó a trabajar con el dúo como su tecladista y, después de grabar dos demos, Tears for Fears firmó con Phonogram Records, Reino Unido en 1981, por el gerente de A & R, Dave Bates. Su primer sencillo, "Suffer the Children" (producido por David Lord), fue lanzado con esa discográfica en noviembre de 1981, luego seguido por la primera edición de "Pale Shelter" (producido por Mike Howlett)) en marzo de 1982, aunque ninguno de estos lanzamientos tuvo éxito.

## Primeros años yThe Hurting(1982-1983)
Una vez compuesta la agrupación por Roland Orzabal y Curt Smith y habiéndose unido a ellos el tecladista Ian Stanley y el batería Manny Elias, la banda por fin comenzó a tener forma.
Lograron el éxito con su tercer sencillo, "Mad World", que alcanzó el no. 3 en el Reino Unido en noviembre de 1982. Su primer álbum, The Hurting, que comenzó a ser grabado a principios de 1982,
en un pequeño estudio en Bath, fue lanzado en marzo de 1983. Para este álbum (y el siguiente), el tecladista y compositor Ian Stanley y el batería Manny Elias fueron considerados miembros completos de la banda, aunque Smith y Orzabal seguían siendo esencialmente los líderes y la cara pública de la banda.
Las influencias literarias de Roland Orzabal y Curt Smith en el plano psicológico estuvieron plasmadas prácticamente a lo largo de todo el disco "The Hurting". Canciones como: "The Hurting", "Change", "Mad World" y "Pale Shelter" contenían una fuerte carga de frases y referencias a la obra del autor estadounidense Arthur Janov "The Primal Scream".
El álbum, producido por Chris Hughes y Ross Cullum, mostró canciones basadas en guitarra y sintetizadores con letras que reflejan la amarga infancia de Orzabal y Smith. The Hurting se puede considerar el único álbum conceptual verdadero de Tears for Fears, ya que las referencias a la angustia emocional y la terapia de primal scream se encuentran en casi todas las canciones. El álbum en sí fue un gran éxito y tuvo una larga carrera de rankings (65 semanas) en el Reino Unido, donde alcanzó el número 1 y estado de platino. También alcanzó el top 20 en varios otros países y produjo los sencillos exitosos internacionales "Mad World" (top 5 hit en Filipinas y Sudáfrica), "Change"(top 40 en Australia, Canadá, Irlanda, Israel, Italia, Países Bajos, Filipinas, Polonia y Sudáfrica). También se convirtió en su primer sencillo en llegar al Billboard Hot 100 de Estados Unidos y una versión regrabada de" Pale Shelter "(top 10 hit en Filipinas). Los tres singles llegaron al Top 5 en el Reino Unido.
Hacia fines de 1983, la banda lanzó un nuevo sencillo, un poco más experimental, "The Way You Are", pensado como un recurso provisional mientras trabajaban en su segundo álbum. El sencillo fue uno de los 30 mejores éxitos en el Reino Unido, pero no estuvo a la altura del éxito de sus tres éxitos anteriores, pese a una gira nacional de conciertos realizada en diciembre de ese año (uno de ellos lanzado en video en vivo titulado In My Mind's Eyes). El sencillo, que contó con gran cantidad de muestras y ritmos programados, fue una desviación del enfoque musical anterior de Tears for Fears. En las notas de la portada de su álbum de compilación de lados B 1996 "Saturnine Martial & Lunatic" escribieron que "este fue el punto en el que nos dimos cuenta de que teníamos que cambiar de dirección", aunque el estilo algo experimental del sencillo continuó reflejándose en sus próximos lados B.

## El salto a la fama mundial:Songs from the Big Chair(1984-1986)
En 1984 después de algunas giras por toda Inglaterra el grupo se mete de nuevo al estudio para preparar lo que sería su nuevo material discográfico, comenzaron a trabajar con un nuevo productor, Jeremy Green, para grabar "Mothers Talk". Sin embargo, la banda finalmente no estaba contenta con los resultados, por lo que el productor Chris Hughes regresó al grupo y el sencillo "Mothers Talk" finalmente se lanzó en agosto de 1984. A diferencia de sus trabajos anteriores, el sencillo se convirtió en uno de los 20 mejores éxitos en el Reino Unido, pero fue el sencillo siguiente "Shout" (lanzado en el Reino Unido en noviembre de 1984) el verdadero comienzo de la fama internacional de la banda.
"Shout", dejó el camino ideal para el segundo álbum, Songs from the Big Chair (lanzado en febrero de 1985), que entró en la lista de álbumes del Reino Unido en el n. 2 y se mantuvo en los tramos superiores durante los siguientes 12 meses. Mostró un sonido más revolucionado con respecto a "The Hurting" deshaciendose de la sensación predominantemente synthpop, logrando un sonido más sofisticado que se convertiría en el sello estilístico de la banda. Anclado alrededor del centro creativo de Orzabal, Stanley y el productor Hughes, el nuevo sonido Tears for Fears ayudó a impulsar Songs from the Big Chair para convertirse en uno de los mayores vendedores del año en todo el mundo, siendo finalmente certificado triple platino en el Reino Unido y quíntuple platino en los Estados Unidos (donde permaneció el álbum número 1 durante cinco semanas en el verano de 1985).
El título del álbum, fue en alusión a la trama de la serie de televisión "Sybil" en la cual una joven tenía problemas de multipersonalidad que solo podía aplacar estando sentada en la silla de su terapeuta. Orzabal y Smith declarando que sentían que cada canción del álbum tenía una personalidad distintiva de su propio. De hecho, la banda también había grabado una canción titulada "The Big Chair", que finalmente fue lanzada como B-side para "Shout", pero no fue incluida en el álbum.
El éxito del álbum vino junto con la colección de sencillos exitosos que produjo: "Mothers Talk" (regrabada una vez más para su lanzamiento en los Estados Unidos en 1986), "Shout" (n.º 4 en Reino Unido, n.º 1 en EE. UU., Australia, Canadá, Alemania, Holanda, Suiza) y un gran éxito en otros territorios, haciéndola una de las canciones más exitosas de la década de 1980, "Everybody Wants to Rule the World" (su éxito más grande del Reino Unido e Irlanda al no. ° 2 y otro n. ° 1 en los EE. UU. Y en Canadá), "Head over Heels" (Reino Unido n.º 12, N.º 3 de EE. UU., Irlanda N.º 5, Canadá n.º 8), y " I Believe (A Soulful Re-Record) "(Reino Unido n.º 23 e Irlanda n.º 10). En algunos países incluso se vio el lanzamiento de edición limitada de singles de 10 "para estos éxitos, y una variedad de paquetes dobles y discos de imágenes, además de los formatos regulares de 7" y 12 ".
De esta forma, "Everybody Wants to Rule the World" y "Shout" fueron principalmente las dos obras maestras que le permitió a la banda ingresar al mercado estadounidense y alcanzar dimensiones de super estrellas al formar parte de la segunda generación de grupos ligados al canal de videos musicales MTV. Otras canciones destacadas de esta producción fueron: "Head Over Heels" y "The Working Hour".
Tras el lanzamiento del álbum, el grupo emprendió giras por los Estados Unidos, Canadá, Europa y Japón, teniendo gran popularidad y aceptación en el público juvenil y del género adulto contemporáneo. Esta gira mundial, que duró la mayor parte del año, los convocó a presentarse en el Golden Rose Rock y Pop Festival de Montreux en mayo de 1985. En septiembre de 1985, la banda interpretó "Shout" en los MTV Video Music Awards de 1985 en el Radio City Music Hall en Nueva York. Durante la gira, Orzabal y Smith descubrieron una cantante y pianista estadounidense, Oleta Adams, que actuaba en un bar de un hotel de Kansas City, y a la que luego invitarían a colaborar en su próximo álbum. Hacia el final del año, la banda lanzó una colección / documental de video titulado Scenes from The Big Chair.
El 13 de julio de 1985, Tears for Fears tenía programado actuar en el JFK Stadium en Filadelfia para el evento benéfico Live Aid. Sin embargo, en la mañana previa al evento, se anunció que la banda (que en un principio había sido acusada de aparecer en el evento antes de que hubieran sido convocados) se había retirado del programa. Fueron reemplazados por el grupo de rock blues George Thorogood and The Destroyers, que tiene un fuerte seguimiento en el área de Filadelfia.
La razón oficial dada por la no aparición de Tears for Fears fue que dos de sus músicos de apoyo en vivo, el guitarrista Andrew Saunders y el saxofonista Will Gregory, habían renunciado debido a la expiración de su contrato, por lo que fueron reemplazados por Alan Griffiths en la guitarra y Josephine Wells en el saxofón para el resto de la gira mundial de 1985. En lugar de aparecer, la banda se comprometió a donar las ganancias de sus conciertos en Tokio, Sídney, Londres y Nueva York.
Como una donación adicional, la banda también grabó una versión ligeramente reescrita de uno de sus mayores éxitos y la lanzó para la iniciativa de recaudación de fondos británica Sport Aid, un proyecto hermano de Band Aid en el que las personas tomaron parte en carreras de diversa duración y seriedad para recaudar más dinero para proyectos de ayuda contra el hambre en África. El lema de Sport Aid fue "I Run the World", por lo que Tears for Fears lanzó " Everybody Wants to Run the World " (N.º 5 en el Reino Unido y N.º 4 en Irlanda). Indirectamente, la banda estuvo involucrada en el anterior sencillo " Do They Know It's Christmas? " de Band Aid de 1984, que presentaba una muestra ralentizada de su canción "The Hurting".
En febrero de 1986, después de haber completado la larga y agotadora gira mundial Big Chair, Tears for Fears fue honrado en los Brit Awards de Londres en 1986, donde la banda ganó el premio al mejor sencillo británico por "Everybody Wants to Rule the World". El grupo también fue nominado a mejor grupo británico y al mejor álbum británico, y Chris Hughes fue nominado a mejor productor. En la ceremonia, la banda interpretó la canción, la cual que se convirtió en la última presentación pública del baterista Manny Elias, quien abandonó el grupo poco después. Una nueva versión del éxito "Everybody Wants to Rule the World", fue lanzada como parte de la promoción del evento caritativo Sport Aid.
El mismo año, Orzabal y Stanley trabajaron juntos en un proyecto paralelo llamado Mancrab y lanzaron un sencillo, "Fish for Life", que fue escrito para la banda sonora de la película The Karate Kid II. La canción fue escrita y producida por Orzabal y Stanley, y contó con la voz del cantante y bailarín estadounidense Eddie Thomas, quien fue uno de los bailarines en el videoclip de "Everybody Wants To Rule The World".

## Receso y nueva inspiración musical:The Seeds of Love(1989-1990)
Después de la extensa gira de "Songs From the Big Chair" el grupo se encontraba exhausto y decidió darse un descanso de los escenarios en lo que nuevas ideas surgían para lo que sería su tercer producción discográfica. Roland Orzabal declaraba que ellos habían venido tocando estilos musicales que a pesar del gran éxito, no le producían a él total satisfacción pues el consideraba regresar a las bases musicales más elementales. Fue aquí cuando Orzabal recordó que en un hotel de la ciudad de Kansas City, mientras él y Curt Smith descansaban después de una presentación de la gira "Big Chair", habían decidido acudir al espectáculo del hotel en donde conocieron a la cantante Oleta Adams, quien les inspiró de alguna manera por su voz y la sencilléz de los sonidos en sus canciones.
A Finales de 1986 el grupo se reúne nuevamente y comienzan a trabajar en su tercer material mismo que se tenía pensado lanzar para mediados de 1987 sin embargo, complicaciones en el plano de la composición de los temas y el no tener en claro todavía hacia que estilo musical orientar el disco, hicieron que éste fuése terminado hasta finales de 1988. Manny Elias ya no continuó en el grupo para este período e Ian Stanley solo colaboraría en algunos temas. El álbum fue escrito en gran parte por Orzabal junto con la tecladista Nicky Holland, quien había realizado giras con la banda en su gira mundial "Big Chair" en 1985. Tras mudarse de varios estudios y probar suerte con varios grupos de productores durante muchos meses, la banda finalmente decidió desechar las grabaciones y tomar las riendas con la ayuda del ingeniero Dave Bascombe. Gran parte del material fue grabado en jam sessions y luego editado. La duración de la producción tuvo un impacto negativo en la economía de la banda, ya que se había sobreextendido financieramente en asuntos comerciales y esperaban una fecha de lanzamiento más temprana para pagar sus deudas.
Finalmente, el nuevo disco fue titulado: "The Seeds of Love", el cual contó con la participación de Oleta Adams, aquella pianista que los cautivó en el hotel unos años atrás.
El álbum conservó el sonido épico de la banda y mostró influencias que van desde el jazz y el blues hasta los Beatles, siendo este último evidente en el sencillo Sowing the Seeds of Love. El segundo sencillo del álbum fue Woman in Chains (uno de los 40 mejores en el Reino Unido, Canadá, Francia, Irlanda, Italia, los Países Bajos, Suecia y los EE. UU.), en el cual Phil Collins tocó la batería y Oleta Adams -a quien luego Orzabal guiaría a una exitosa carrera solista- proporcionó su poderosa voz.
Después de un largo recorrido finalmente el disco "The Seeds of Love" sale a la venta en septiembre de 1989 con un sonido muy distinto en comparación con los anteriores. Las influencias del jazz, rythm and blues, soul y de la psicodelia de los Beatles se combinaron para crear un material que para muchos seguidores de la banda está considerado como el mejor de todos.
El álbum fue un éxito mundial, ingresando a las listas de álbumes del Reino Unido en el n. 1, llegando al top 10 en los EE. UU. Y en muchos otros países, eventualmente vendiendo millones de copias. La banda inició una extensa gira mundial "The Seeds of Love" patrocinada por Philips para comenzar a recuperar la deuda incurrida.
Un libro complementario de 64 páginas, titulado simplemente Tears for Fears - The Seeds of Love, fue lanzado por Virgin Books en 1990 y ofreció una amplia visión de Orzabal, Holland y Adams sobre el proceso de composición y producción del álbum, así como una puntuación musical para cada pista y además rarezas fotográficas promocionales de la época.
"The Seeds of Love" contuvo 8 canciones de las cuales "Sowing the Seeds of Love", "Woman in Chains" y "Advice for the Young at Heart" fueron las más destacadas posicionando al grupo nuevamente en los primeros lugares de popularidad en las estaciones de radio de todo el mundo, como se dijo anteriormente. El mayor parecido con los Beatles se dio con la canción "Sowing the Seeds of Love", la que tuvo cierta similitud con "I am the Walrus" de los Beatles. El disco en si tuvo gran aceptación y con ello la década de los años 90's llegaba para este grupo que se encontraba en un gran momento musical.
La gira "The Seeds of Love" se dio principalmente en los Estados Unidos y Europa. Sin embargo, el grupo fue invitado a presentarse en Argentina al lado del grupo sensación argentino Soda Stereo, en el marco del Derby Rock Festival y en Brasil para presentarse al festival Hollywood Rock. Esta gira, comenzada en enero de 1990 hasta junio del mismo año, tuvo la curiosa cantidad exacta de 100 presentaciones.
Uno de los shows de la banda, específicamente uno realizado en Santa Bárbara, California (EE. UU.), en mayo de 1990, sería grabado en el video en vivo Going To California.
Mientras tanto, sonarían los singles Advice for the Young at Heart y Famous Last Words, los cuales mostraron un modesto éxito en mundo.
Finalmente, Tears for Fears se presentaría el 30 de junio de 1990 en el concierto "Live at Knebworth" al lado de otras personalidades musicales como Phil Collins, Pink Floyd, Robert Palmer y Paul Mc Cartney entre otros. Este show tuvo la particularidad de ser el último de la gira "The Seeds of Love" y además el último con Curt Smith y Roland Orzabal juntos hasta que volvieran a reunirse a comienzos de la década del 2000.

## La separación y el primer disco de éxitos:Tears Roll Down(Greatest Hits 1982-1992)
Culminada la gira y la promoción del disco "The Seeds of Love" en 1991 Curt Smith decide separarse de la banda. La división se atribuyó a varias causas, una de ellas al intrincado pero frustrante enfoque de producción de Orzabal y al deseo de Smith de desacelerar el ritmo de su trabajo. Además se atribuyeron diferencias con Roland Orzabal en el plano musical principalmente, ya que versiones aseguran que Smith tenía otro modo de comprender y manejar el éxito así como otras ideas musicales que Orzabal no seguía del todo. Aunado a estas diferencias Smith pasaba por problemas personales muy fuertes, ya que se terminó su matrimonio justo antes del lanzamiento de The Seeds of Love.
Otro factor en la ruptura fue el mánager de la banda, Paul King, quien se declaró en bancarrota en 1990 y luego fue declarado culpable de fraude. El dúo había firmado con la Agencia de Administración de King en 1982 y se mantuvo como cliente durante el resto de la década (la agencia también administró el club de fanes de la banda, "Tears For Fears World Service", entre 1983 y 1986). A fines de la década de 1980, la agencia se había endeudado y, luego de que se descubrieron discrepancias en la gestión financiera de King, Orzabal comenzó a preocuparse cada vez más de que Smith no estuviera dispuesto a dejar a King como su mánager. Se retiró en 1990 con deudas de casi £ 1 millón, cuando King se declaró en bancarrota. Finalmente, en 2004, después de actividades fraudulentas con sus otros negocios, King fue procesado por fraude y encarcelado durante tres años y medio, además de ser descalificado para volver a ser director de la compañía durante diez años.
La combinación de estos factores culminó en la separación de Tears for Fears dejando solo a Roland Orzabal como líder de la banda.
Después de la partida de Smith, Orzabal mantuvo el nombre de la banda con vida al lanzar un sencillo inédito en 1992 Laid So Low (Tears Roll Down). El sencillo fue lanzado para promocionar la colección de éxitos más grande de la banda, Tears Roll Down (Greatest Hits 82-92), que logró llegar al Top 20 en el Reino Unido e internacionalmente. El álbum alcanzó su punto máximo en el no. 2 en el Reino Unido, donde fue certificado doble platino, y también alcanzó el Top 10 en Francia e Italia. promociona "Tears Roll Down (Greatest Hits 1982-1992)", el primer material del grupo hecho a base de los éxitos comprendidos de (1983-1989) acompañado de un tema inédito llamado: "Laid so Low (Tears Roll Down).
Smith por su parte se mudó a Nueva York, y emprende una carrera en solitario. En 1993 lanzó su primer álbum en solitario, Soul on Board. El álbum fue un fracaso comercial y el propio Smith ha dicho en numerosas ocasiones que lo despreciaba, alegando que solo lo hizo para cumplir con su contrato de grabación. En 1995, conoció al compositor y productor local Charlton Pettus. Los dos formaron una sociedad autodesignada "orgánica", escribiendo canciones simples basadas en melodías y grabándolas en casa con equipos analógicos antiguos. El resultado fue lanzado en 1997 bajo el nombre de Mayfield y siguió una corta gira por los Estados Unidos.

## Cambio de década y un nuevo Tears for Fears:Elemental(1993) yRaoul and The Kings of Spain(1995-1996)
Poco tiempo después, Orzabal regresa al estudio y con una alineación totalmente nueva decide cambiar el sonido y el estilo de Tears for Fears. Músicos como Alan Griffiths y Gail Ann Dorsey formaron parte de este cambio a principios de los años 1990.
En junio de 1993 sale el álbum "Elemental", que muestra un Tears for Fears muy distinto al de los años 1980 logrando con ello un cambio generacional. Junto con el colaborador Alan Griffiths y coproducido por Tim Palmer, el álbum tuvo éxito internacional. La canción Break It Down Again logró estar dentro del top 20 en el Reino Unido, Canadá, Francia e Italia y obtuvo una exitosa gira mundial, con muchas presentaciones en Estados Unidos, donde "Break It Down Again" alcanzó el número 25. Sonidos basados en estilos de rock progresivo y alternativo predominan en este nuevo material.
El álbum fue uno de los 10 mejores éxitos en el Reino Unido, Francia e Italia, y el top 30 en varios otros países. Aunque su éxito fue considerablemente menor en Estados Unidos con respecto a los dos álbumes de estudio anteriores, aun así obtuvo un disco de oro en ese país por ventas de más de medio millón de copias. Los sencillos Cold, Elemental y Goodnight Song tuvieron éxito menor en otros países. Como curiosidad, la letra de "Cold" contenía una referencia mordaz al exmánager de la banda, Paul King, en la que Orzabal canta "King fue atrapado con los dedos en la caja. ¿Dónde está tu calculadora? ¿La dejaste en tu testamento?".
La gira mundial "Elemental" comenzaría a finales de 1993 y llegaría a lugares por primera vez como México, en donde el grupo se presentaría en el Auditorio Nacional. Así mismo, la promoción del disco se extiende a programas de televisión en donde se muestra a un Roland Orzabal con mayor madurez y un marcado cambio de look.
Para finales de 1994 el grupo vuelve a reunirse para grabar el siguiente disco. Así, Orzabal, quien siguió trabajando con Griffiths y Palmer, lanzó otro álbum: Raoul and the Kings of Spain, que saldría al mercado en octubre de 1995. Realmente sería este un material con poco éxito comercial. Sin embargo, en palabras propias de Orzabal, este fue un trabajo más contemplativo en el cual él quería mostrarse más al natural como persona que como estrella musical, abarcando en sus canciones contenidos propios de pasajes con y de su familia, así como de seres cercanos. Así, ahondó en su propia herencia española y mostró una nueva influencia musical latina (Raoul fue originalmente el nombre que los padres de Orzabal querían darle, y también terminó siendo el nombre de su primer hijo). El álbum también incluyó una reunión con Oleta Adams, quien hizo un dúo con Orzabal en la canción "Me and My Big Ideas".
El álbum no fue un éxito comercial según los estándares de Tears for Fears, aunque los éxitos menores se produjeron a través del lanzamiento individual de la canción principal "Raoul and the Kings of Spain" (posicionada en los 40 mejores en el Reino Unido) y en menor medida, del sencillo God's Mistake. El lanzamiento del álbum se había retrasado durante casi un año debido a un cambio de etiqueta de último minuto de Mercury a Epic (parte de Sony Music ), y la confusión resultante (Mercury ya había comenzado la promoción) tampoco ayudó a las posibilidades del álbum. Aunque la lista de canciones para el álbum había sido cambiada a petición de la compañía discográfica, Sony no extendió el contrato de Tears for Fears luego del lanzamiento del álbum. Las canciones "God's Mistake", "Falling Down" y "Secrets" sonaron en Europa desde finales de 1995 hasta mediados de 1996.
En 1996, siguió una gira mundial "Live Kings Tour", que los llevaría incluso a presentarse en varias fechas en América Latina, concretamente en América del Sur, aunque Orzabal se negó a hacer una gira por su país natal, el Reino Unido, excepto por un solo espectáculo en Londres.
En ese mismo año, se lanzó una colección de lados B, Saturnine Martial & Lunatic, en Mercury, que incluía más lados B y algunas canciones raras del exitoso período 1982-93. Este incluyó algunas notas, escritas por Orzabal y Chris Hughes, que dieron a los fanáticos una idea del proceso de composición, así como una rara visión del humor autodestructivo sobre algunas pistas que preferirían olvidar.

## Otros proyectos
Tears for Fears no lanzó ningún nuevo material ni sencillo en la última parte de la década de los años 90's. Roland Orzabal se dedicó prácticamente a promocionar nuevos talentos como Emiliana Torrini a la cual produjo su álbum "Love in the time of Science" en 1999.
En ese mismo año, Mercury Records lanzó ediciones remasterizadas de los tres primeros álbumes de Tears for Fears, incluidos lados B, remixes y versiones extendidas. Supervisado por el productor Chris Hughes, los remasterizadores también incluyeron notas nuevas para cada álbum que proporcionan detalles y nuevos conocimientos sobre la música.
Debido a las fusiones y adquisiciones de compañías discográficas a finales de la década de 1990, el catálogo discográfico de Tears for Fears posteriormente se colocó en el redil de Universal Music.
Por su parte Curt Smith formaría una banda al lado de Charlton Pettus en 1997 la cual se llamaría Mayfield. El grupo sacaría un álbum que pasó prácticamente inadvertido comercialmente, limitándose únicamente a ser promocionado en pequeñas presentaciones en bares o clubes en los Estados Unidos.
Después de emprender el trabajo de producción y escribir canciones para la cantautora islandesa Emilíana Torrini, a mediados del año 2000 Roland Orzabal llamó a Alan Griffiths para diseñar un proyecto personal que estaría marcado por las influencias musicales que Orzabal había obtenido en los últimos años. Así volvió a formar equipo con Alan Griffiths y lanzó un álbum solista titulado Tomcats Screaming Outside (2001), lanzado en Eagle Records como un proyecto en solitario bajo su propio nombre. Mientras que el trabajo de Tears for Fears se había basado en la guitarra, Tomcats Screaming Outside exhibió un estilo predominantemente electrónico. Este disco careció de éxito y una promoción adecuada ya que desafortunadamente el día del lanzamiento de dicho material los Estados Unidos sufrieron el peor ataque terrorista de su historia (11 de septiembre).

## Reunión después de 10 años:Everybody Loves a Happy Ending(2004-2005)
A comienzos de la nueva década del 2000, Curt Smith se encontraba trabajando en su siguiente material llamado "Halfway, Pleased" cuando por razones de papeleo administrativo tuvo que reunirse con Roland Orzabal. Después de algunos breves intercambios de opinión ambos decidieron reconciliarse y sacar a la luz un nuevo disco de Tears for Fears. Las sesiones de composición incluyeron a Charlton Pettus (colaborador de Smith desde mediados de la década de 1990), y catorce canciones fueron escritas y grabadas en solo 6 meses.
El próximo álbum estaba programado para su lanzamiento en Arista Records a fines del 2003, pero un cambio en la gestión en Arista llevó a la banda a optar por no aceptar el contrato y cambiar a la etiqueta New Door (una nueva rama de Universal Music), y retrasó el lanzamiento hasta septiembre de 2004, cuando finalmente sacaron su producción Everybody Loves a Happy Ending retornando a su sonido característico de influencia post Beatles de finales de la década de 1980, haciendo un sonido interesante y que los ha vuelto a colocar en la escena musical. Las canciones: "Closest Thing to Heaven" y "Secret World" sonaron en la radio a nivel mundial y si bien no repitieron el éxito de años anteriores, si puso de nuevo a Tears for Fears en la mente de sus fanes de toda la vida y algunos nuevos. La canción Who Killed Tangerine? fue utilizado en la película Fever Pitch.
"Everybody Loves a Happy Ending" fue lanzado en el Reino Unido y Europa en marzo de 2005 en Gut Records, poco después de que el sencillo "Closest Thing to Heaven" se convirtiera en el primer éxito Top 40 de Tears for Fears en una década. El video promocional del sencillo fue una colorida fantasía que presentó a la actriz de Hollywood Brittany Murphy montada en un globo aerostático. Las versiones europeas del álbum contenían las catorce pistas grabadas durante las sesiones de ELAHE (la versión estadounidense solo contenía doce), y en abril se realizó un breve recorrido por las salas más grandes del Reino Unido.
En 2005, la banda comenzó las discusiones con Universal Music para el lanzamiento de una nueva antología completa de su trabajo hasta la fecha, incluida una nueva canción titulada Floating Down the River. Sin embargo, el lanzamiento posterior (al menos en EE. UU.) fue una compilación publicada como parte de la serie genérica "Gold" de Hip-O Records, una subsidiaria de Universal que se especializa en compilaciones de catálogos de versiones anteriores.
También en ese mismo año, el grupo realiza una gira breve destacando el concierto efectuado en el Estadio Parque de los Príncipes de París, Francia, en el cual una buena cantidad de seguidores se reunieron para disfrutar de los éxitos de la banda así como para formar parte del Disco en Vivo Secret World. El disco se publica en tres formatos: CD, CD + DVD y DVD. Fue lanzado en la etiqueta XIII Bis a principios de 2006 y se convirtió en un best-seller, con más de 70,000 copias físicas vendidas además de descargas. El CD contenía la nueva canción de estudio antes mencionada, "Floating Down the River", y una canción remasterizada de Curt Smith / Mayfield, What Are We Fighting For?. La relación con XIII Bis resultó ser tan exitosa que Smith eligió el sello comparativamente pequeño francés para lanzar su siguiente álbum en solitario en 2007, Halfway, Pleased.
En 2006, "Songs from The Big Chair" fue re-lanzado nuevamente, por Universal Music, esta vez como una edición Deluxe de 2 discos con más lados B y rarezas añadidas, expandiéndose más allá de la versión remasterizada de 1999. El lanzamiento no incluyó la letra como la banda había querido con el lanzamiento original, pero vino con un folleto de 24 páginas que incluía fotografías raras y notas escritas. El conjunto de 28 pistas contenía cuatro secciones, con el primer disco que contenía el álbum original y varias caras B tomadas de la edición remasterizada de 1999 anterior. También incluyó una rara versión de piano de "The Working Hour", que anteriormente solo había estado disponible como un artículo de edición limitada. El segundo disco contenía varias versiones de 7" de los singles (incluyendo el ya mencionado "The Way You Are", la re-grabación de "I Believe" y el remix de 1986 de los Estados Unidos).
Para el año 2007 y en adelante, Tears for Fears comenzó a realizar algunas presentaciones como parte de la gira en escenarios europeos en los conciertos denominados: "The Nigh of the Proms" llevados a cabo en Alemania y Bélgica; en donde clásicos de la banda fueron interpretados acompañados de una orquesta sinfónica dando paso a versiones de notable calidad musical.
En agosto de 2009, el álbum Raoul and the Kings of Spain también fue relanzado por Cherry Red Records, presentando siete pistas extra B-side desde el momento de su lanzamiento original.
En este mismo año, el grupo ofreció una gira por la costa oeste de los Estados Unidos.

## Actualidad
En abril de 2010, Tears for Fears se unió al grupo reformado de los años 80, Spandau Ballet, para su gira de siete días de duración por Australia y Nueva Zelanda, para luego seguir su gira propia con cuatro presentaciones en el Sudeste Asiático (Filipinas, Singapur, Hong Kong y Taiwán), sumada una gira de 17 fechas de los Estados Unidos.
En el 2011 Tears for Fears anunció fechas de presentaciones en América del Sur y México, regresando a países que no visitaban desde prácticamente más de 15 años.
En 2011 y 2012, también tuvieron fechas en Estados Unidos, Japón, Corea del Sur, Manila y en Brasil, culminando la gira en este país hasta emprender otra gira recién en 2014.
En el año 2013 Tears for Fears anunció que se encuentra trabajando en su nuevo material de estudio, de hecho Curt Smith confirmó que ha estado escribiendo y grabando nuevo material para Tears for Fears, junto a Roland Orzabal y Charlton Pettus. Varias canciones se trabajaron en el Reino Unido en el estudio casero de Orzabal, Neptune's Kitchen (La Cocina de Neptuno), durante abril de 2013 para luego en julio de 2013 continuar en Los Ángeles. Según Orzabal, han estado produciendo piezas más oscuras y dramáticas. "Hay una pista que es una combinación de Portishead y Queen. Es una locura", ha dicho Orzabal. Para agosto de 2013, Tears For Fears lanzó su primer material recientemente grabado en casi una década, un cover de Arcade Fire, "Ready to Start" que está disponible en SoundCloud, que luego la canción estaría incluida en un EP de vinilo titulado "Ready Boy & Girls", lanzado exclusivamente para Record Store Day en 2014, que también incluyó covers de "Boy From School" de Hot Chip y Animal Collective "My Girls". Las tres canciones fueron grabadas mientras la banda trabajaba en su séptimo álbum de estudio.
Mientras tanto el grupo celebró el 30 aniversario de su álbum debut (The Hurting), lanzando al mercado una edición especial (box set) con 4 CDs con fotografías y todas las versiones en torno al citado disco. Para conmemorar el 30° aniversario del álbum debut de la banda The Hurting, Universal Music reeditó en octubre de 2013 en dos versiones Deluxe (uno de un conjunto de 2 discos y el otro un 4 discos con un DVD del 1983 del concierto "In My Mind's Eyes").
En una entrevista en la Radio BBC Devon, en octubre de 2014, Orzabal declaró que la banda había firmado con la Warner Music Group y que hasta el momento se habían completado alrededor de cinco o seis canciones para el nuevo álbum.
Ediciones de lujo segundo álbum de la banda, Songs From The Big Chair, fueron puestos en libertad el 10 de noviembre de 2014 que incluyen un conjunto de 6 discos que cuenta con varias rarezas y dos DVD. El 12 de noviembre de 2014, Tears for Fears se presentó en el programa ABC Jimmy Kimmel Live! para tocar algunos de sus clásicos como "Everybody Wants To Rule The World".
A mediados de 2015, la banda comenzó una serie de fechas en vivo en los EE.UU. y Canadá.
En febrero del 2016, la banda se presentó al festival iHeart80s. Para julio de 2016, la banda tiene programada sus primeras fechas en vivo en el Reino Unido en más de diez años. Estos incluyen una aparición en el festival de Newmarket Nights en el hipódromo de Newmarket el 29 de julio, y una participación principal en cartelera con motivo de cierre del festival Camp Bestival en el castillo de Lulworth en Dorset el 31 de julio, que también sería la primera aparición de la banda en festivales del Reino Unido desde Knebworth en 1990. La banda ha declarado que su nuevo disco debería estar listo al momento de las fechas en vivo programadas. Durante septiembre y octubre de 2016, la banda nuevamente ha estado de gira en Canadá y los Estados Unidos.
En marzo de 2017, la banda anunció que estarían de gira por los EE.UU. desde mayo hasta finales de julio de 2017, y que también tocarán conciertos en Londres e Israel. La gira consistió de 29 fechas compartiendo cabecera con Hall & Oates. La banda también se presentó en el festival británico del tiempo de verano en el Hyde Park de Londres el 8 de julio de 2017. A mediados de ese mes, debieron suspender parte de la gira, incluyendo fechas en California, debido a una emergencia familiar. Luego, a fines de julio, han publicado en su web oficial y en redes sociales (como Facebook) que se han re-establecido fechas canceladas anteriormente, entre ellas el retorno al mítico Santa Barbara Bowl en California, donde han estado en la gira The Seeds of Love en 1990 y el video "Going to California" fue grabado. En una entrevista de julio de 2017, Orzabal dijo que la banda había colaborado con el compositor y productor Sacha Skarbek en su nuevo álbum, titulado provisionalmente "The Tipping Point", y divulgó varios títulos de canciones como "My Demons", "I Love You But I'm Lost", "End of Night" y "Up Above the World". En el mismo mes, en una entrevista con SiriusXM Canada, Orzabal divulgó que aunque la banda había firmado con Warner Music para lanzar su nuevo álbum (que había sido programado para octubre de 2017), Universal Music se había acercado a Warner Music para comprar los derechos del álbum para que puedan lanzarlo (Universal es el titular de los derechos de la gran mayoría del catálogo de la banda).
El 12 de octubre, la banda lanzó el aparentemente primer sencillo de su próximo álbum. Este sencillo llamado "I Love You But I'm Lost" se estrenó en el programa matutino de Chris Evans (The Chris Evans Breakfast Show) en la BBC Radio 2. Así mismo, han anunciado que librarán para pre venta el día 13 de octubre una recopilación de éxitos llamada "Rule The World". Este incluirá el sencillo "I Love You But I'm Lost" y además contendrá otro nuevo sencillo titulado "Stay". El 26 de octubre de 2017, la banda presentó un show en vivo de 65 minutos en el Teatro de la Radio BBC Radio de Londres para la serie Radio 2 In Concert, que se transmitió por la misma radio y televisión (a través del servicio BBC Red Button). La noche siguiente, el 27 de octubre, la banda tocó su primer concierto de larga duración en el Reino Unido desde 2005, en el Royal Albert Hall de Londres.
El día 10 de noviembre, finalmente fue liberada a la venta en todo el mundo la compilación de éxitos titulada "Rule The World", este fue lanzado por Universal Music. Ésta incluye catorce éxitos Top 40 de los seis álbumes anteriores de Tears For Fears junto con las dos canciones nuevas del próximo álbum de estudio, como se dijo anteriormente. Se dice que la fecha de lanzamiento del nuevo álbum está prevista para mediados de 2018. La banda también anunció una gira de 11 fechas por el Reino Unido, para mayo de 2018, las cuales contarán con Alison Moyet como acto de soporte. A esta gira denominada "Rule The World Tour", han agregado 7 fechas más en Europa: Países Bajos, Alemania (2 funciones), Francia, Bélgica, Italia y Reino Unido de vuelta (para las fechas de los Festivales de Bath, de donde son oriundos). Así mismo en su página web y en redes sociales anunciaron que también se presentarán en el evento Biggest Weekend de la Radio 2 de la BBC del 27 de mayo.
En abril de 2018 la banda emitió un comunicado vía redes sociales y a través de su página web indicando que por órdenes médicas y cuestiones de salud deberán posponer los shows que tenían programados para mayo, teniendo como nuevas fechas a comienzos de 2019. Sin embargo, no han dado mayores detalles.
Así mismo, también comunicaron que esperan finalizar su trabajo en el material para su nuevo álbum en catorce años, con la esperanza de lanzarlo este otoño.
Para 2019, la banda tiene varias fechas para la gira que fue pospuesta desde abril/mayo de 2018. Desde el 30 de enero de 2019 y todo febrero tendrán fechas por Europa, incluyendo el Reino Unido, Alemania, Países Bajos, Bélgica, Francia, Italia y en Latinoamérica visitando México.
También tienen fechas en otros festivales del Reino Unido en el verano (boreal) de 2019, comenzando con el Festival del Palacio de Hampton Court los días 18 y 19 de junio, y la Serie de Conciertos en Vivo Nocturne en el Palacio de Blenheim el 22 de junio. Además de varias fechas más, en Europa nuevamente, durante el mes de julio.
El 28 de enero anunciaron en su página web que el compositor y vocalista Justin Jesso se unirá a la banda como soporte en la inminente gira europea.
En febrero de 2020, Songs from the Big Chair fue el tema de un episodio de la serie Classic Albums de la BBC con nuevas entrevistas con la banda y todo el personal clave de la creación del álbum y su éxito posterior. Para coincidir con el 35º aniversario del álbum, Universal Music reeditó la caja de lujo de 2014, así como un nuevo disco de vinilo de 12 pulgadas del álbum.
En octubre de 2020, el álbum The Seeds of Love también se reeditó como varias ediciones de lujo (incluido un conjunto de super lujo de 5 discos) y devolvió a la banda al Top 20 del Reino Unido.
En noviembre de 2020, Everybody Loves a Happy Ending estuvo disponible a través de varios servicios de transmisión por primera vez después de que Orzabal y Smith firmaron con Irving y la compañía de gestión Full Stop de Jeff Azoff. Además, al discutir el retraso de su tan esperado nuevo álbum, Orzabal dijo que él y Smith habían reconsiderado la dirección del proyecto porque cuanto más trabajaban con otros escritores y productores, para ellos menos se sentía como un álbum de Tears for Fears. En consecuencia, habían optado por reelaborar varias pistas, junto con la composición de material nuevo, y el álbum ahora se lanzará tentativamente en 2021.
El 12 de junio de 2021, Tears for Fears lanzó el álbum doble en vivo Live at Massey Hall para el Record Store Day.
En septiembre de 2021, la banda fue galardonada con el premio Ivor Novello por su colección de canciones destacadas y sus 40 años en la música, esencialmente por sus primeros tres álbumes de estudio. Así mismo Roland y Curt fueron entrevistados y confirmaron que han completado el nuevo álbum.

## Miembros
A continuación se listarán las formaciones de la banda de acuerdo al período (álbum) y año.

### 1981-1983 (The Hurting)
- Roland Orzabal - Voz, Guitarra
- Curt Smith - Bajo, Voz
- Ian Stanley - Teclados
- Manny Elias - Batería

Otros músicos que participaron con la banda durante las grabaciones y giras:
- Neil Taylor - Guitarra
- Andy Davis - Teclados
- Jerry Marotta - Percusión, Saxofón

### 1984-1986 (Songs From The Big Chair)
- Roland Orzabal - Voz, Guitarra
- Curt Smith - Bajo, Voz
- Ian Stanley - Teclados
- Manny Elias - Batería

Otros músicos que participaron con la banda durante las grabaciones y giras:
- Andrew Saunders - Guitarra
- Alan Griffiths - Guitarra (durante la última parte de la gira The Big Chair)
- Nicky Holland - Piano, Teclados, Coros
- Will Gregory - Saxofón
- Josephine Wells - Saxofón (durante la última parte de la gira The Big Chair)

### 1987-1990 (The Seeds Of Love)
En este período, Ian Stanley y Manny Elias abandonan la banda, con lo que Orzabal y Smith quedan como los miembros principales de la misma. Como se ha dicho, Ian Stanley sólo colaboró en algunas piezas en las grabaciones.
- Roland Orzabal - Voz, Guitarra, Teclados
- Curt Smith - Voz, Bajo, Teclados

Otros músicos que participaron con la banda durante las grabaciones y giras:
- Neil Taylor - Guitarra
- James Copley - Batería
- Andy Davis - Teclados
- Carole Steele - Percusión
- Oleta Adams - Piano, Teclados, Coros
- Will Gregory - Saxofón
- Biti Strauchn - Coros
- Adele Bertei - Coros
- Robbie McIntosh - Guitarra (Grabaciones)
- Randy Jacobs - Guitarra (Grabaciones)
- Manu Katché - Batería (Grabaciones)
- Chris Hughes - Batería (Grabaciones)
- Phil Collins - Batería (Grabaciones)
- Simon Phillips - Batería (Grabaciones)
- Pino Palladino - Bajo (Grabaciones)
- Jon Hasell - Trompeta (Grabaciones)
- Simon Clark - Piano (Grabaciones)
- Nicky Holland - Piano, Coros (Grabaciones)
- Ian Stanley - Piano (Grabaciones)
- Peter Hope-Evans - Armónica (Grabaciones)
- Suzie Katayama - Violonchelo (Grabaciones)
- Luis Jardim - Percusión (Grabaciones)
- Tessa Niles - Coros (Grabaciones)
- Carol Kenyon - Coros (Grabaciones)
- Dollette McDonald - Coros (Grabaciones)
- Andy Caine - Coros (Grabaciones)
- Maggie Ryder - Coros (Grabaciones)

### 1991-1994 (Elemental)
Para este período, Curt Smith ya había abandonado la banda, por lo que Roland Orzabal quedó como la cabeza del grupo.
- Roland Orzabal - Voz, Guitarra, Bajo, Teclados

Músicos que participaron con la banda durante las grabaciones y giras:
- Alan Griffiths – Guitarra, Teclados, Coros
- Jebin Bruni - Teclados, Coros
- Gail Ann Dorsey - Bajo, Coros
- Brian MacLeod - Batería
- Jeffrey Trott - Guitarra
- Guy Pratt – Bajo (Grabaciones)
- John Baker – Coros (Grabaciones)
- Julian Orzabal – Coros (Grabaciones)
- Bob Ludwig – Mezcla (Grabaciones)
- Mark O'Donoughue – Ingeniero (Grabaciones)
- Howard Jones - Piano, Teclados (Grabaciones)
- David Austen – Diseños

### 1995-1996 (Raoul And The Kings Of Spain)
Roland Orzabal continuó como el único líder de la banda.
- Roland Orzabal - Voz, Guitarra, Bajo, Teclados

Músicos que participaron con la banda durante las grabaciones y giras:
- Alan Griffiths – Guitarra, Teclados, Coros
- Jebin Bruni - Teclados, Coros
- Louise Goffin - Guitarra, Coros
- Linda Dalziel - Coros
- David Sutton - Bajo, Coros
- Nick D' Virgilio - Batería, Coros
- Gail Ann Dorsey - Bajo, Voz, Coros (Grabaciones)
- Brian MacLeod - Batería, Percusión (Grabaciones)
- Jeffrey Trott - Guitarra (Grabaciones)
- Oleta Adams - Voz (Grabación de "Me And My Big Ideas")
- Mark O'Donoughue – Coros (Grabaciones)

### 2003-2005 (Everybody Loves A Happy Ending)
Actualmente, el cerebro de la banda es un dúo, como lo fue originalmente. Si bien la banda ya ha presentado oficialmente este álbum durante los años 2004 y 2005 en Europa y América del Norte, desde el año 2007 y actualmente la banda ocasionalmente realiza presentaciones a festivales y giras breves alrededor del mundo, como se ha descrito anteriormente manteniendo casi al mismo personal de músicos desde que la banda lanzara el álbum. El mismo está compuesto por:
- Roland Orzabal - Voz, Guitarra, Teclados
- Curt Smith - Bajo, Teclados, Voz

Músicos que participaron con la banda durante las giras:
- Charlton Pettus - Guitarra, Teclados
- Doug Petty - Teclados
- Jamie Wollam - Batería, Coros (Desde 2010 al presente)
- Nick D' Virgilio - Batería, Coros (hasta 2009 en giras, ocasionalmente reemplaza a Jamie Wollam)
- Michael Wainwright - Voz, Coros (Desde 2009 hasta 2011, ocasionalmente reemplaza a Carina Round)
- Carina Round - Voz, Coros (Desde 2012 hasta el presente)

Músicos que participaron con la banda durante las grabaciones:
- Fred Eltringham - Batería
- Brian Geltner - Batería (En "Size of Sorrow")
- Rick Baptist - Trompeta ("Everybody Loves a Happy Ending")
- Kenny Siegal - Guitarra ("Size of Sorrow"), Coros ("Who Killed Tangerine?")
- Gwen Snyder - Coros ("Who Killed Tangerine?")
- Alexander Giglio - Coros ("Who Killed Tangerine?")
- Julian Orzabal - Coros de multitud ("Who Killed Tangerine?")
- Laura Gray - Coros de multitud ("Who Killed Tangerine?")
- Paul Buckmaster - Arreglo y conducción de Orquesta ("Secret World")
  - Bob Becker - Viola
  - Charlie Bisharat - Violín
  - Denyse Buffman - Viola
  - Eve Butler - Violín
  - Mario de Leon - Violín
  - Joel Derouin - Violín
  - Stefanie Fife - Violonchelo
  - Armen Garabedian - Violín
  - Berj Garabedian - Violín
  - Barry Gold - Violonchelo
  - Gary Grant - Trompeta, Fliscorno
  - Maurice Grants - Violonchelo
  - Julian Hallmark - Violín
  - Vahe Hayrikyan - Violonchelo
  - Norm Hughes - Violín
  - Suzie Katayama - Violonchelo
  - Roland Kato - Viola
  - Peter Kent - Violín
  - Steve Kujala - Flauta
  - Gayle Levant - Arpa
  - Michael Markman - Violín
  - Miguel Martinez - Violonchelo
  - Robert Matsuda - Violín
  - Carole Mukogawa - Viola
  - Sid Page - Violín
  - Sandra Park - Violín
  - Sara Parkins - Violín
  - Joel Peskin - Saxofón barítono, Saxofón tenor
  - Bob Peterson - Violín
  - Karie Prescott - Viola
  - Dan Smith - Violonchelo
  - Rudy Stein - Violonchelo
  - Lesa Terry - Violín
  - Josefina Veraga - Violín
  - David Washburn - Trompeta, Fliscorno
  - Evan Wilson - Viola
  - John Wittenberg - Violín

### 2021-Presente (The Tipping Point)
El dúo continúa siendo el cerebro de la banda. Han colaborado también algunas personas nuevas al nuevo proyecto tales como Sacha Skarbek y Florian Reutter.
- Roland Orzabal - Voz, Guitarra, Teclados
- Curt Smith - Bajo, Teclados, Voz

Músicos que participaron con la banda durante las grabaciones
- Charlton Pettus - Guitarra, Producción
- Sacha Skarbek - Producción
- Florian Reutter - Producción

### Cronología
A continuación, un diagrama resumiendo un poco los cambios de las formaciones de la banda:

## Discografía

### Álbumes de estudio
- The Hurting (1983)
- Songs from the Big Chair (1985)
- The Seeds of Love (1989)
- Elemental (1993)
- Raoul and the Kings of Spain (1995)
- Everybody Loves a Happy Ending (2004)
- The Tipping Point (2022)
- Songs for a Nervous Planet (2024)

### Álbumes recopilatorios
- Tears Roll Down (Greatest Hits 82-92) (1992)
- Saturnine Martial & Lunatic (1996)
- Shout: The Very Best Of Tears For Fears (2001)
- The Hurting 39 Anniversary edition (2003)
- Raoul and the Kings of Spain (deluxe)' (2005)
- Colour Collection: Tears for Fears (2007)
- Songs from the Big Chair (deluxe) (2014)
- Songs from the Big Chair (super deluxe edition) (2014)
- Rule The World (Greatest Hits) (2017)

### Álbumes en directo
- In my mind´s eye, Live at Hammersmith Odeon (1983)
- Cape Fear: Manchester '85 (1985)
- Secret World Live (2006)
- Live at MH Toronto (2021)

### Álbumes de Remixes
- Tears for Fears The Best of Remixes (2002)

### Shows en directo
- In My Mind's Eyes (1983)
- Scenes From The Big Chair (1985)
- Going To California (1990)
- Secret World Live (2006)